# Muhammad ibn Yusuf al-Warraq
Muhammad ibn Yūsuf al-Warrāq (en arabe : محمد بن يوسف الوراق), né en  904 à Guadalajara, dans Al-Andalus, et mort en 973 ou 974 à Cordoue, était un historien, chroniqueur et géographe andalou. Il a passé de nombreuses années à Kairouan, avant de retourner à Cordoue sous le règne du calife Andalou  Al-Hakam II.

## Œuvres
Muhammad ibn Yūsuf al-Warrāq a écrit pour le calife Al-Hakam II une série d'ouvrages historiques et géographiques sur l'histoire et la géographie de l'Afrique du Nord, dont aucun n'a survécu, bien que de nombreux fragments de son œuvre soient conservés dans les ouvrages du géographe andalous Al-Bakri, notamment dans son ouvrage "Livre des Routes et Royaumes". 
D'après les extraits transcrits dans les travaux d'Al-Bakri s'appuyant sur Muhammad ibn Yūsuf al-Warrāq, on peut conclure que ce dernier a été le premier à mélanger la géographie et l'histoire, en effet tout sujet géographique abordé par Muhammad ibn Yūsuf al-Warrāq est accompagné de son contexte historique et d'une description détaillée de ce dernier.